# Distrikt Huaso
Der Distrikt Huaso liegt in der Provinz Julcán in der Region La Libertad im Westen von Peru. Der Distrikt wurde am 19. Juni 1990 gegründet. Er besitzt eine Fläche von 438 km². Beim Zensus 2017 wurden 6160 Einwohner gezählt. Im Jahr 1993 lag die Einwohnerzahl bei 4922, im Jahr 2007 bei 6423. Die Distriktverwaltung befindet sich in der 3050 m hoch gelegenen Ortschaft Huaso mit 340 Einwohnern (Stand 2017). Huaso liegt 21 km südsüdöstlich der Provinzhauptstadt Julcán.

## Geographische Lage
Der Distrikt Huaso liegt im Süden in der Provinz Julcán. Der Distrikt wird im Norden und im Nordwesten von den Flüssen Río Cautahuan, Río Vega und Río Virú (im Oberlauf Río Huacapongo) begrenzt und nach Westen entwässert.
Der Distrikt Huaso grenzt im Südwesten und im Westen an die Distrikte Chao und Virú (Provinz Virú), im Norden an die Distrikte Carabamba, Julcán und Calamarca im Osten und im Süden an den Distrikt Santiago de Chuco (Provinz Santiago de Chuco).